# Bechet
Pour le musicien de jazz, voir Sidney Bechet.
Pour les articles homonymes, voir Bechet (homonymie).
Bechet est une ville de județ de Dolj en Olténie (Roumanie).

## Géographie
Elle est située au sud du pays et du județ. Bechet est un port du Danube, le deuxième port de Dolj. C'est aussi point de frontière vers la Bulgarie sous forme de ferry traversant le Danube. De l'autre côté se trouve la ville bulgare de Oryahovo.
Chaque année, le 15 août, ont lieu les fêtes de la Marine.
Bechet se trouve à l'intersection des routes: Craiova - Bechet et Calafat - Bechet - Corabia. C'est par Bechet que passe le chemin le plus court vers Sofia et la Grèce.

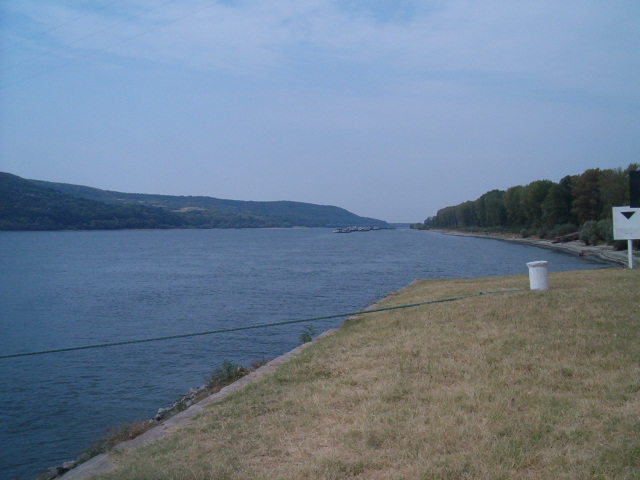
Danube
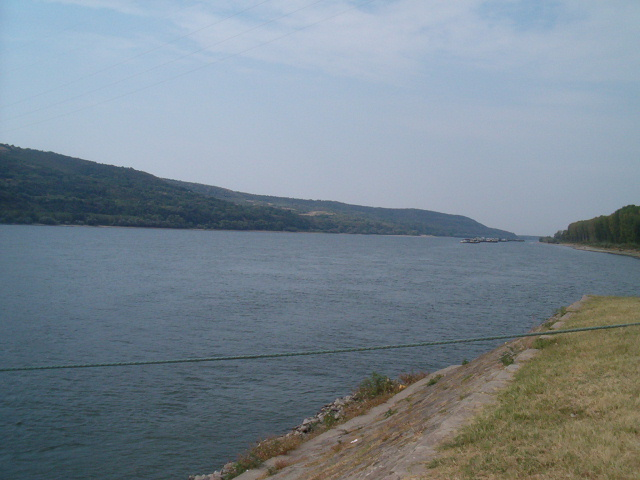
Danube
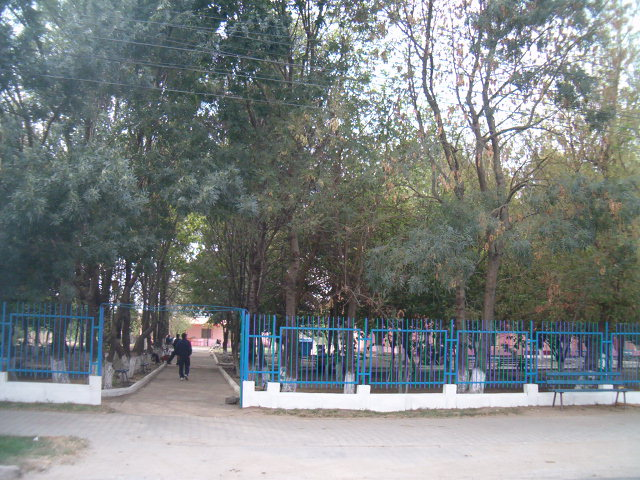
Espace vert
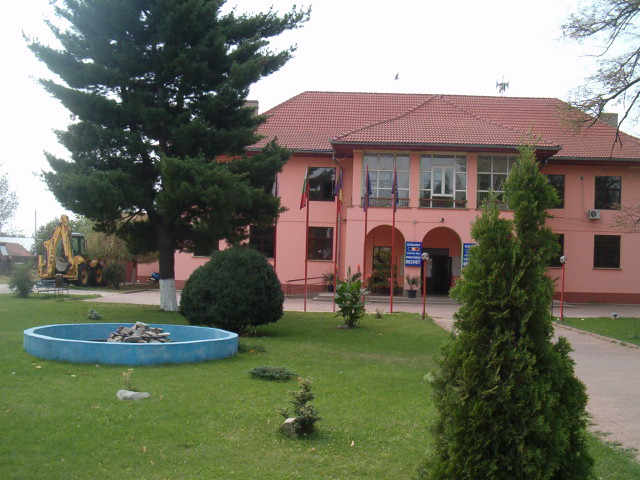
Mairie

## Démographie
Bechet comptait 3 864 habitants en 2002.

## Politique
| Période | Période  | Identité        | Étiquette | Qualité |
| ------- | -------- | --------------- | --------- | ------- |
| 2012    | 2016     | Gheorghe Ionele |           |         |
| 2016    | En cours | Adrian Glăvan   | PSD       |         |